# I. liga 1990-1991
L'edizione 1990/91 del campionato cecoslovacco di calcio vide la vittoria finale dello Sparta Praga.
Capocannoniere del torneo fu Roman Kukleta dello Sparta Praga con 17 reti.

## Classifica finale
|    | Classifica                            | G  | V  | N  | P  | GF | GS | DR  | Pti |
| -- | ------------------------------------- | -- | -- | -- | -- | -- | -- | --- | --- |
| 1  | Sparta Praga                          | 30 | 15 | 9  | 6  | 58 | 28 | +30 | 39  |
| 2  | Slovan Bratislava                     | 30 | 16 | 6  | 8  | 47 | 27 | +20 | 38  |
| 3  | Sigma Olomouc                         | 30 | 16 | 5  | 9  | 52 | 34 | +18 | 37  |
| 4  | DAC Dunajská Streda                   | 30 | 12 | 11 | 7  | 39 | 36 | +3  | 35  |
| 5  | Baník Ostrava                         | 30 | 14 | 4  | 12 | 50 | 34 | +16 | 32  |
| 6  | Union Cheb                            | 30 | 13 | 6  | 11 | 44 | 36 | +8  | 32  |
| 7  | Internacional Slovnaft ZTS Bratislava | 30 | 10 | 10 | 10 | 41 | 42 | -1  | 30  |
| 8  | Dukla B.B.                            | 30 | 11 | 8  | 11 | 35 | 37 | -2  | 30  |
| 9  | Slavia Praga                          | 30 | 10 | 10 | 10 | 44 | 48 | -4  | 30  |
| 10 | Tatran Agro Prešov                    | 30 | 10 | 9  | 11 | 42 | 39 | +3  | 29  |
| 11 | Dukla Praga                           | 30 | 12 | 5  | 13 | 38 | 52 | -14 | 29  |
| 12 | Vítkovice                             | 30 | 12 | 4  | 14 | 47 | 52 | -5  | 28  |
| 13 | Bohemians ČKD Praga                   | 30 | 10 | 7  | 13 | 35 | 50 | -15 | 27  |
| 14 | Spartak Hradec Králové                | 30 | 10 | 7  | 13 | 33 | 52 | -19 | 27  |
| 15 | Nitra                                 | 30 | 9  | 7  | 14 | 30 | 35 | -5  | 25  |
| 16 | Zbrojovka Brno                        | 30 | 2  | 8  | 20 | 19 | 52 | -33 | 12  |

## Verdetti
- Sparta Praga campione di Cecoslovacchia 1990/91.
- Sparta Praga ammessa alla Coppa dei Campioni 1991-1992.
- Slovan Bratislava e Sigma Olomouc ammesse alla Coppa UEFA 1991-1992.
- FC Nitra e Zbrojovka Brno retrocesse.